# 香港独立党
香港独立党（ホンコンどくりつとう、英語: Hong Kong Independence Party）は、イギリスイングランドの政党である。政治派閥上、香港本土派に属している。この党の目標は「香港独立とイギリス連邦への加盟」である。

## 沿革
2014年2月，香港独立党はFacebookのページを作成し，党の目標を「香港独立と英連邦加盟」とした。2015年2月27日，香港の独立党はイギリスイングランドで政党として登録された。
2016年、香港独立党は、香港でも正式に活動を開始したが、2018年9月23日、香港政府から活動禁止の命令が下った。政治団体への禁止命令は、1997年の中国返還後、初めてとされる。
香港独立党のメンバーである40歳の男性、黄健聡は、イギリスから香港に戻った後、2022年11月1日に紅磡のハーバーグランドカオルーンホテルで国家安全処の捜査員により逮捕された。11月3日午後に西九龍裁判法院で起訴された。
2024年4月11日、香港区域法院は、黄健聡が《香港国家安全維持法》の「国家分裂を扇動する共謀」の罪を犯したとして有罪判決を下し、懲役5年の刑を言い渡した。

## 入党条件
党員申請資格を有するのは、EU（欧州連盟）加盟国、米国、スイス、日本の国民と、返還前から香港に居住している英国籍海外市民（BNO）である。年会費として25ポンドが必要。